# Elapoidis sumatrana
Elapoidis sumatrana — вид змій родини полозових (Colubridae). Ендемік Індонезії.

## Поширення і екологія
Elapoidis sumatrana відомі за кількома зразками, зібраними на Суматрі. Вони живуть у вологих тропічних лісах в горах і передгір'ях.